# Humble Pie
Humble Pie é uma banda de rock inglesa formada pelo guitarrista e cantor Steve Marriott em Moreton, Essex, em 1969.
Eles são conhecidos como um dos primeiros supergrupos do final dos anos 1960 e fizeram sucesso no início dos anos 1970 com canções como "Black Coffee", "30 Days in the Hole", "I Don't Need No Doctor", "Hot 'n' Nasty" e "Natural Born Bugie".
A formação original apresentava o vocalista e guitarrista Steve Marriott do Small Faces, o vocalista e guitarrista Peter Frampton do Herd, o baixista Greg Ridley e um baterista de 17 anos, Jerry Shirley, do Apostolic Intervention.

## História

### 1968 - Antecedentes e formação
Marriott fez amizade com Frampton durante os últimos meses de 1968, e os dois se uniram por causa de seu status indesejado de 'galã adolescente' no Reino Unido e seu desejo compartilhado de serem levados mais a sério como músicos. Frampton estava perdido profissionalmente, tendo recentemente deixado o rebanho. Marriott, atuando como mentor de seu novo amigo mais jovem, concordou em ajudar Frampton a encontrar uma nova direção musical.
Marriott inicialmente queria que Frampton se juntasse ao Small Faces como um segundo guitarrista para expandir seus horizontes musicais, ao invés de formar um grupo inteiramente novo com ele, mas esta proposta encontrou resistência de seus companheiros de banda do Small Faces, Ronnie Lane e Ian McLagan. Frampton foi convidado durante alguns shows ao vivo da banda em outubro que, embora bem recebidos pelo público, aparentemente não fizeram nada para convencer os relutantes companheiros de banda de Marriott a permitir que Frampton se juntasse a eles permanentemente. Consequentemente, Marriott logo ajudou Frampton a formar sua própria banda como um plano B.
Em dezembro de 1968, a pedido de seu engenheiro de gravação / produtor de longa data Glyn Johns, os Small Faces serviram como banda de apoio para o cantor francês Johnny Hallyday durante as sessões de gravação em Paris para seu último álbum, Rivière ... Ouvre Ton lit (também conhecido como "Je Suis Né Dans La Rue"), e Marriott convidou Frampton para participar. As sessões de uma semana podem ter sido mais uma tentativa de Marriott de testar as águas para expandir a formação do Small Faces, mas as tensões chegaram ao auge e as sementes foram plantadas para a separação do grupo no ano novo. As sessões do Hallyday, portanto, provaram ser as últimas gravações de estúdio dos Small Faces. Versões embrionárias de "Bang!" e "What You Will" do álbum de estreia de Humble Pie foram gravadas por Small Faces e Frampton durante as sessões, e os cinco músicos podem ser ouvidos tocando juntos (e também em várias combinações com a banda regular de Hallyday) ao longo do álbum, com Frampton' O trabalho distinto de guitarra de s é especialmente proeminente. Suas apresentações juntas oferecem um vislumbre tentador de como uma formação expandida de Small Faces poderia ter soado.
Não era para ser, no entanto. Por razões que permanecem mal definidas até hoje, Lane e McLagan agora se opunham mais do que nunca a Frampton se juntar ao grupo. Como resultado, os esforços de Marriott para montar uma banda do zero para Frampton tornaram-se mais concentrados, e Greg Ridley e Jerry Shirley foram testados com sucesso. Um Marriott cada vez mais frustrado, consequentemente, saiu do palco durante uma apresentação ao vivo do Small Faces com Alexis Korner no Alexandra Palace na véspera de Ano Novo, e nos bastidores anunciou devidamente a seus companheiros de banda que estava saindo. Ele então abordou Frampton com o objetivo de se juntar a ele na banda que ajudou a formar para ele.

### 1969–1970 - Formação oficial e sucesso nas paradas do Reino Unido
Depois de cumprir compromissos pendentes de apresentações ao vivo, incluindo uma turnê europeia em janeiro, a dissolução do Small Faces foi formalmente anunciada em março de 1969, e os planos de Marriott e Frampton de formar um novo grupo juntos foram revelados (embora a banda já estivesse formada e estivesse ensaiando juntos desde janeiro).
Tendo sido instantaneamente rotulada pela imprensa musical do Reino Unido como um supergrupo, a banda escolheu o nome Humble Pie para minimizar tais expectativas e assinou com a gravadora de Andrew Loog Oldham, Immediate Records. Seu álbum de estreia, As Safe as Yesterday Is, foi lançado em agosto de 1969, junto com o single "Natural Born Bugie"/"Wrist Job", que alcançou a quarta posição no UK Singles Chart; o álbum alcançou a posição 16 nas paradas de álbuns do Reino Unido. As Safe as Yesterday Is foi um dos primeiros álbuns a ser descrito pelo termo "heavy metal" em uma crítica de 1970 na revista Rolling Stone.
Seu segundo álbum, Town and Country, foi lançado rapidamente no Reino Unido em novembro de 1969, enquanto a Immediate Records estava à beira do colapso financeiro e a banda estava em sua primeira turnê pelos Estados Unidos. Este álbum apresentava um som mais acústico e canções escritas por todos os quatro membros. Os shows do Humble Pie nessa época apresentavam um set acústico, com uma reformulação radical de "For Your Love" de Graham Gouldman como peça central, seguido por um set elétrico. Arquivos de fitas recentes mostram que a banda gravou cerca de 30 músicas em seus primeiros nove meses de existência, muitas das quais permaneceram inéditas por décadas, incluindo uma interpretação de "Drown in My Own Tears" de Henry Glover.

### 1970–1971 - Foco no sucesso americano
Durante 1970, com o selo Immediate finalmente colapsado, Humble Pie assinou contrato com a A&M Records e Dee Anthony se tornou seu empresário. Anthony estava focado no mercado americano e sugeriu que a banda descartasse o set acústico e instigasse um som mais estridente com Marriott como vocalista. O primeiro álbum do grupo pela A&M, Humble Pie, foi lançado no final daquele ano e alternava entre rock progressivo e hard rock. Um single, "Big Black Dog", foi lançado para coincidir com o álbum e falhou nas paradas, no entanto, a banda estava se tornando conhecida por populares shows de rock ao vivo nos Estados Unidos.
Foi durante esse período que Peter Frampton adquiriu sua famosa guitarra "Phenix", a Les Paul Custom 1954 preta que se tornou seu instrumento de assinatura e sua guitarra favorita na década seguinte. Humble Pie estava fazendo uma série de shows no Fillmore West em San Francisco no início de dezembro de 1970 e durante o primeiro show Frampton foi atormentado por problemas de som com sua guitarra então atual, uma semi-acústica Gibson 335, que era propensa a feedback indesejado em volumes maiores. Após o show, ele foi abordado pelo fã e músico Mark Mariana, que lhe emprestou a Gibson Les Paul 1954 modificada, e no final do segundo show Frampton ficou tão apaixonado pela guitarra que se ofereceu para comprá-la na hora, mas Mariana recusou o pagamento. Frampton jogou quase exclusivamente pelos próximos dez anos. Foi capa da revista Frampton Comes Alive e foi pensado para ter sido destruído em 1980, quando um avião transportando o equipamento de palco de Frampton caiu na Venezuela durante uma turnê sul-americana, matando a equipe, mas com a guitarra de fato sobrevivendo ao acidente com alguns danos menores. Ele acabou sendo devolvido a Frampton em 2011.
Em 9 de julho de 1971, Humble Pie abriu para o Grand Funk Railroad em seu histórico show no Shea Stadium, um evento que quebrou o recorde dos Beatles de show em estádio de venda mais rápida, até aquela data. Também em 1971, Humble Pie lançou seu álbum de maior sucesso até agora, Rock On, bem como um álbum ao vivo gravado no Fillmore East em Nova York intitulado Performance Rockin 'the Fillmore. O álbum ao vivo alcançou a 21ª posição na Billboard 200 dos Estados Unidos e foi certificado ouro pela RIAA. "I Don't Need No Doctor " se tornou um padrão de rádio FM nos Estados Unidos, alcançando a 73ª posição na Billboard Hot 100 e impulsionando o álbum nas paradas. Na época do lançamento do álbum, Frampton havia deixado a banda e passou a fazer sucesso como artista solo.

### 1972–1975 - Clem Clempson, The Blackberries e mais sucesso
Frampton foi substituído por Clem Clempson e Humble Pie mudou-se para um som mais pesado, enfatizando o blues e as raízes do soul de Marriott. Seu primeiro álbum com Clempson, Smokin' , foi lançado em março de 1972, junto com dois singles "Hot 'n' Nasty" e "30 Days in the Hole" (o último dos quais se tornou um de seus esforços mais conhecidos). Foi o disco de maior sucesso comercial da banda e alcançou a sexta posição nas paradas dos Estados Unidos, ajudado por uma agenda lotada de turnês. Após o sucesso de Smokin' , a gravadora da banda A&M lançou os dois primeiros álbuns imediatos de Humble Pie como um álbum duplo intitulado Lost and Found. A jogada de marketing foi um sucesso e o álbum alcançou a posição 37 na Billboard 200 .
Em busca de um som R&B mais autêntico, Marriott contratou três backing vocals femininas, The Blackberries. O trio era formado por Venetta Fields, Clydie King e Sherlie Matthews, que mais tarde foi substituída por Billie Barnum. Eles se apresentaram com Ike e Tina Turner como The Ikettes e com Ray Charles como The Raelettes. Esta nova formação incluiu Sidney George no saxofone para a gravação de Eat It, um álbum duplo lançado em abril de 1973 composto por originais Marriott (alguns acústicos), números de R&B e um show do Humble Pie gravado em Glasgow. O álbum alcançou a posição 13 nas paradas dos Estados Unidos. Álbum número sete, Thunderbox, foi lançado em fevereiro de 1974 e Street Rats um ano depois.
Street Rats (fevereiro de 1975) foi criado ao mesmo tempo em que Marriott produzia um álbum solo e um álbum de colaboração com Greg Ridley. Após o lançamento deste álbum e sua "Goodbye Pie Tour" de 1975, o Humble Pie se desfez, alegando diferenças musicais. Marriott passou a produzir seu primeiro álbum solo Marriott e prontamente voltou para o Reino Unido.

### 1979–1981 - Humble Pie de Steve Marriott sem Frampton e Ridley
No final de 1979, Marriott e Shirley, agora administrados por Leber-Krebs, reviveram o Humble Pie, adicionando Bobby Tench, ex-vocalista e guitarrista do The Jeff Beck Group, junto com o baixista Anthony "Sooty" Jones de Nova York. Eles enviaram "Fool for a Pretty Face", uma música que Marriott e Shirley acabaram de escrever, para gravadoras. Eles conseguiram um contrato de gravação com a Atco, subsidiária da Atlantic Records, e no Reino Unido seu material foi lançado pela Jet Records, de propriedade do ex-empresário do Small Faces, Don Arden. Gravaram o álbum On to Victory (abril de 1980) e "Fool for a Pretty Face" alcançaram a posição 52 na Billboard Hot 100 dos EUA. On to Victory alcançou a posição 60 na Billboard 200 .
Humble Pie fez uma turnê pelos Estados Unidos em 1980 como parte do 'Rock 'N' Roll Marathon Bill' com Frank Marino e Mahogany Rush, Angel & Mother's Finest. Humble Pie fez uma turnê com Ted Nugent & Aerosmith em 1981 e também gravou o álbum Go for the Throat (junho de 1981). Este álbum foi originalmente gravado pela banda como um álbum de Rhythm and Blues, mas sua gravadora queria um álbum mais sofisticado.
Em abril de 1981, no início da turnê promocional do álbum Go for the Throat, Marriott esmagou a mão na porta de um quarto de hotel, atrasando as apresentações anteriores da banda, e mais tarde desenvolveu uma úlcera duodenal forçando o cancelamento de todas as outras apresentações. datas da turnê no final de julho de 1981. Logo depois, essa formação se desfez devido à perda do contrato com a Atlantic e ao fim do apoio financeiro de Leber-Krebs. E para piorar, o caminhão de equipamentos da banda também foi roubado.

### 1982 - Steve Marriott forma uma nova banda anunciada como Humble Pie
Em 1982, Marriott estava de volta à estrada com Jim Leverton (baixo, backing vocals), o ex-tecladista do Steppenwolf Goldy McJohn e o baterista Fallon Williams III, nascido em Chicago. Este agrupamento foi originalmente definido para ser chamado de The Official Receivers, The Three Trojans (depois da saída de McJohn) ou The Pie, mas acabou classificado pelos promotores como Humble Pie. McJohn foi dispensado depois de sofrer problemas com drogas e o trio restante viajou pela Austrália em outubro de 1982 anunciado como Small Faces para atrair clientes. Em janeiro de 1983, Leverton teve problemas na Imigração dos Estados Unidos e foi deportado de volta para a Inglaterra.
Marriott estabeleceu-se na área de Atlanta, Geórgia, de onde era sua segunda esposa, Pamela Stephens, e continuou a fazer turnês como Humble Pie. O músico de Atlanta Keith Christopher (do The Brains ) assumiu o baixo e um jovem guitarrista do Tennessee, Tommy Johnson, também se juntou. Depois que um acordo com a Capricorn Records fracassou devido ao fechamento da gravadora, esta formação foi para o Pyramid Eye Studios em Chattanooga, Tennessee, para gravar três canções destinadas a um álbum que não se concretizou.
Após a saída de Johnson e sua substituição por Phil Dix, gravaram demos com o produtor do Yes e ELP Eddy Offord no estúdio de Eddy em Atlanta com Rick Richards do Georgia Satellites como o novo guitarrista. Mas antes do início das sessões de gravação, Rick e Keith foram demitidos da banda por Marriott por chegarem atrasados a uma das sessões. As gravações foram finalizadas com Fallon na bateria e Dave Hewitt (de Babe Ruth) no baixo, mas não conseguiram atrair uma gravadora.
Em 4 de setembro de 1983, Humble Pie se apresentou no Electric Cowboy Festival em Columbia, Tennessee, onde Marriott foi carregado ao palco por um roadie devido a um gesso muito grande em sua perna. Eles apareceram como um substituto de última hora para o grupo inglês Madness. Depois disso, houve mais algumas datas em clubes nos Estados Unidos, que foram as últimas apresentações ao vivo oficiais do Marriott sob o nome de Humble Pie. Ele então separou o grupo e voltou para a Inglaterra no final de 1983.

### 1988–2000 - Humble Pie de Jerry Shirley, novas canções de Marriott e Frampton
Jerry Shirley obteve os direitos do nome Humble Pie em 1988 e reformou o grupo com vários músicos. Este projeto foi chamado de New Humble Pie ou Humble Pie com Jerry Shirley, onde Shirley era o único membro original. A banda começou a fazer shows e estava baseada em Cleveland, Ohio, onde Shirley trabalhava como personalidade do rádio no WNCX de Cleveland. A formação incluiu o vocalista Charlie Huhn, que também tocou guitarra solo e base. Enquanto Huhn e Shirley eram os únicos membros permanentes do grupo, vários outros músicos apareceram, incluindo Wally Stocker e o retorno de Anthony "Sooty" Jones no baixo. Jones foi rapidamente substituído por Sean Beavan (que estava planejando o lançamento do single independente de 1989 "Still Rockin '").
Em agosto de 1989, eles apareceram na programação da comemoração do 20º aniversário do Festival de Woodstock. Em 1990, Scott Allen substituiu Beavan no baixo e um pouco mais tarde naquele ano, o guitarrista de Cleveland, Alan Greene, entrou no lugar de Stocker. O baixista Sam Nemon tocou com esta formação de 1992 a 1996, quando Brad Johnson assumiu. Em agosto de 1999, Shirley ficou gravemente ferida em um acidente de carro e depois voltou para a Inglaterra.
Frampton e Marriott começaram a colaborar novamente em 1990. Duas canções dessa colaboração, "The Bigger They Come" e "I Won't Let You Down", com os vocais de Steve Marriott, apareceram no álbum Shine On: A Collection de Frampton. Marriott morreu em um incêndio em sua casa em 20 de abril de 1991.

### 2000–2003 - reforma de ex-membros, álbum Back on Track e concerto Steve Marriott Memorial
Em 2000, Charlie Huhn continuou como Humble Pie sem Shirley para cumprir datas ao vivo. Rick Craig do Halloween juntou-se à formação com o baixista Kent "Bubba" Gascoyne e Jamie Darnell na bateria. O guitarrista de Michigan, Patrick Thomas, assumiu o lugar de Craig no final daquele ano e Ian Evans (do The Outlaws) substituiu Gascoyne. Depois de completar os deveres de turnê, eles se separaram e Huhn se juntou ao Foghat.
Tendo retornado ao Reino Unido, Shirley reformulou o Humble Pie em 2001 com uma formação que incluía o baixista original Greg Ridley, o ex-vocalista e guitarrista do Humble Pie Bobby Tench e o novo guitarrista base Dave Colwell (da Bad Company). Gravaram o décimo terceiro álbum de estúdio do Humble Pie, Back on Track (2002), que continha novas canções e foi lançado pela Sanctuary Records. Os tecladistas Zoot Money e Victor Martin foram contratados para as sessões de gravação. Uma breve turnê pelo Reino Unido e Alemanha com Company of Snakesseguiu com o novo tecladista Dean Rees e o guitarrista Johnny Warman. Mas Ridley adoeceu no final de 2002 e a banda se separou.
Shirley apareceu no Steve Marriott Tribute Concert realizado no London Astoria em 2001, para comemorar o 10º aniversário da morte de Marriott. O show contou com um agrupamento dos primeiros membros do Humble Pie, Frampton, Clempson, Ridley e Shirley. O ex-guitarrista Bobby Tench também apareceu como vocalista da banda da casa, que incluía Zak Starkey, o tecladista Rabbit Bundrick e o baixista Rick Wills. Este show foi lançado como um DVD pela Chrome Dreams em 2005, intitulado The Steve Marriott Astoria Memorial Concert 2001, e como um álbum com o título One More for the Ol 'Tosser (2006).
Em maio de 2003, Ridley se recuperou o suficiente para fazer dois shows, um em um clube em Bucareste, Romênia, com um grupo que ele chamou de Greg Ridley's Humble Pie que incluía Ridley, Rees, Chris George (guitarra), Stefan John (guitarra) e Karl Randall (bateria). Ele morreu no final daquele ano, em 19 de novembro de 2003, em Alicante, Espanha, de pneumonia e complicações decorrentes. Tinha 62 anos.

### passeios de 2018
Durante 2018, Jerry Shirley ainda possuía o nome Humble Pie e instigou uma nova formação que ele dirigiria, mas não faria uma turnê. Shirley afirmou: "Todos nós temos um grande sentimento de amor e orgulho por Humble Pie, os [ex-] membros, suas famílias e o que conseguimos alcançar e nem é preciso dizer que ninguém jamais substituirá Steve, Peter ou qualquer membro do a banda. Meu objetivo é manter intacto o legado do Humble Pie como uma das maiores apresentações ao vivo do rock, ao mesmo tempo em que sacia a necessidade de gerações de nossos amados fãs de apreciar novamente nossa música tocada ao vivo por músicos de classe mundial".
Shirley escolheu Dave "Bucket" Colwell , que tocou e gravou com a banda no álbum Back on Track de 2002 para liderar a banda ao vivo na turnê como co-frontman e guitarrista principal, ao lado do ex- vocalista do Savoy Brown e Cactus , Jimmy Kunes. A nova formação incluiu o segundo guitarrista James "Roto" Rotondi, o baixista David C. Gross (substituído em 2019 por Ivan Bodley) e o baterista Bobby Marks. Começaram uma turnê de quinze shows pelos Estados Unidos em 31 de agosto de 2018 em Riverhead, Nova York. A banda tocou músicas do catálogo Humble Pie e também músicas de outros, como "Can't Get Enough (of your Love)" de Bad Company e "All Right Now" de Free .

## Discografia
- As Safe As Yesterday Is (1969)
- Town and Country (1969)
- Humble Pie (1970)
- Rock On (1971)
- Rockin' The Fillmore (1971)
- Smokin' (1972)
- Eat It (1973)
- Thunderbox (1974)
- Street Rats (1975)
- On to Victory (1980)
- Go to the Throat (1981)
- Hot 'N' Nasty - The Anthology (1994)
- The Scrubbers Sessions
- The Atlanta Years
- Back on Track